# Gemma Frisius

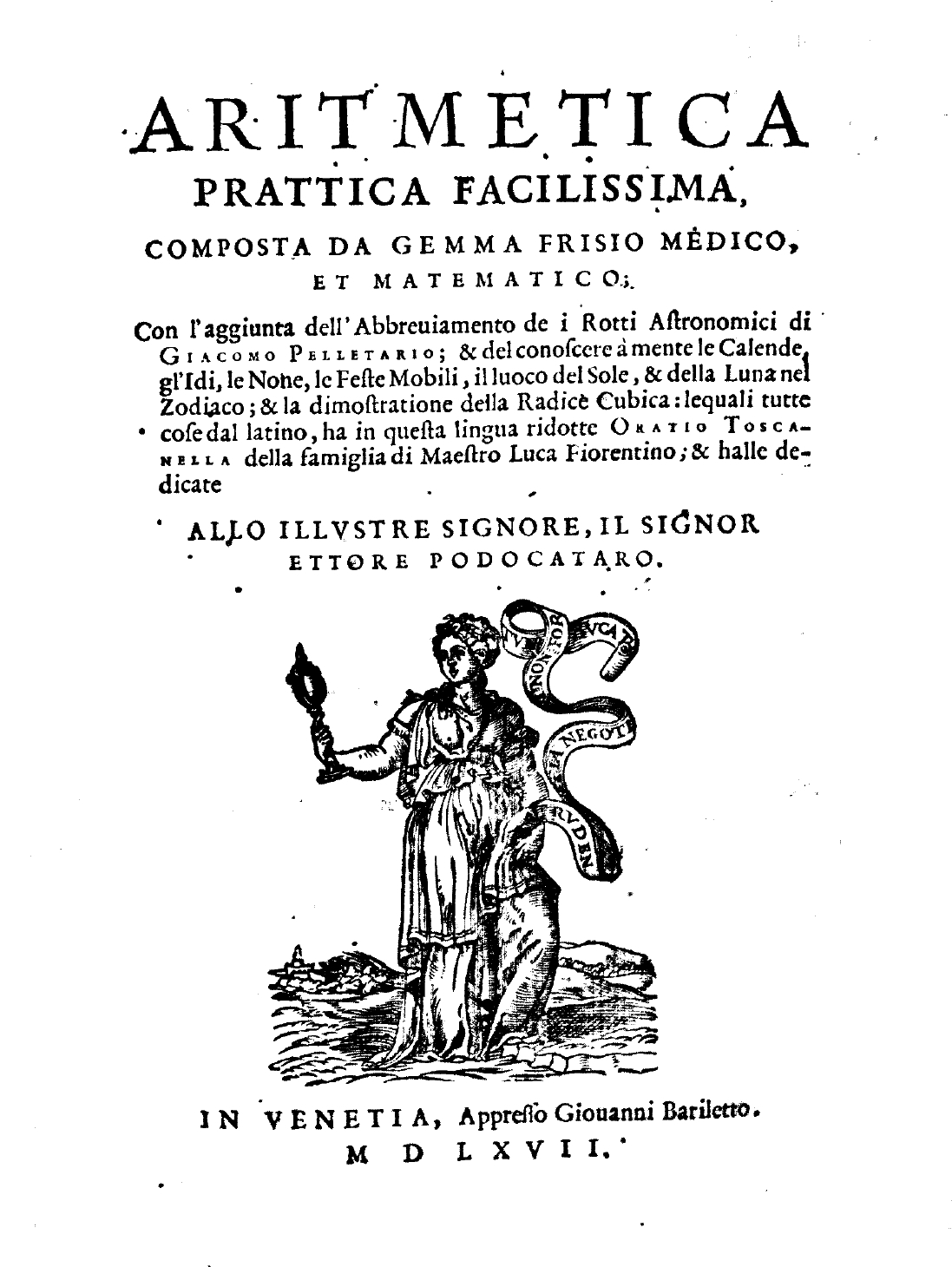
Aritmetica prattica facilissima, 1567

Gemma Frisius, născut Jemme Reinerszoon, (n. 9 decembrie 1508 - d. 25 mai 1555) a fost un matematician, cartograf și filozof neerlandez.
A propus, printre primii, determinarea longitudinii prin diferența timpilor locali și a recomandat, tot printre primii, măsurarea exactă a distanței dintre două puncte prin intermediul triangulației.
Cea mai valoroasă lucrare a sa este Arithmeticae practicae methodus facilis, apărută la Anvers în 1540, devenită manual universitar în perioada dintre secolele al XVI-lea și al XVIII-lea.
Aceasta a oglindit stadiul învățământului matematic din acea epocă și utilizarea cifrelor arabe.
1. 1 2  Frisius Gemma, Biografisch Portaal, accesat în 9 octombrie 2017
2. ↑  „Gemma Frisius”, Gemeinsame Normdatei
3. 1 2  MacTutor History of Mathematics archive, accesat în 22 august 2017
4. 1 2 3 4 5  ECARTICO, accesat în 14 iulie 2023
5. 1 2  MacTutor History of Mathematics archive
6. ↑  Gemma Frisius, SNAC, accesat în 9 octombrie 2017
7. ↑  „Gemma Frisius”, Gemeinsame Normdatei, accesat în 16 octombrie 2015
8. ↑  , p. 115 https://books.google.cat/books?id=y0yDeNFZOT4C&pg=PA115 Lipsește sau este vid: |title= (ajutor)
9. 1 2  , p. 158 https://books.google.cat/books?id=4bvOEAAAQBAJ&pg=PA158 Lipsește sau este vid: |title= (ajutor)
10. ↑  Genealogia matematicienilor